# 肿荚豆
肿荚豆（学名：Antheroporum harmandii）为豆科肿荚豆属下的一个种。

## 扩展阅读
- 維基物種上的相關：肿荚豆